# 候補者ビル・マッケイ
『候補者ビル・マッケイ』（こうほしゃビル・マッケイ 原題：The Candidate）は、1972年制作のアメリカ合衆国の映画。
アメリカ合衆国における上院議員選挙の裏側を描いた作品である。

## あらすじ
選挙のスペシャリストであるマービン・ルーカス（ピーター・ボイル）は、現在3期目のカリフォルニア州選出の人気の高い共和党上院議員クロッカー・ジャーモン（ドン・ポーター）に対抗する民主党の候補者を探さなければならない。勝てない選挙に積極的に出たがる民主党の大物議員がいないため、ルーカスは元カリフォルニア州知事ジョン・J・マッケイ（メルビン・ダグラス）の、理想主義的でハンサムでカリスマ性のある息子、ビル・マッケイ（ロバート・レッドフォード）に目を付ける。
ルーカスはマッケイにある提案をする。ジャーモンが負ける筈がなく、結果は既に見えているので、マッケイは正に自分の言いたいことを言って選挙運動する自由がある。マッケイは自分の価値観を訴える機会を得られることからこの提案を受け入れ、選挙運動を開始する。民主党内に大した対抗馬がいないので、マッケイはその名前だけで民主党の指名を獲得する。その後、ルーカスは嫌なニュースを告げる。最新の選挙予想によれば、マッケイは圧倒的な差で敗北するというのである。ルーカスは、民主党はマッケイが負けても屈辱というほどのことはないと考えていることから、マッケイはより幅広い有権者にアピールするために主張を穏健化させていく。
マッケイは州全体で選挙活動を行っていく中、彼のメッセージは日に日に総論的になっていく。このやり方により世論調査での支持率は上がってきているが、彼は新たな問題を抱えることとなる。マッケイの父親が選挙から距離を置いているため、メディアは彼の沈黙をはジャーモンへの支持を意味していると解釈している。マッケイはしぶしぶ父親に会って問題を話すと、父親はメディアに対し、選挙から距離を置いて欲しいとの息子の意向を尊重しているだけだと語る。
世論調査でのマッケイとの差が僅か9ポイントしか無くなってきたこともあり、ジャーモンは討論会の開催を提案する。 マッケイはルーカスが作成する案に沿って討論することに同意するが、討論会の最終盤、マッケイは良心の呵責を感じ、この討論会は貧困や人種などの本当に重要な問題を扱っていないと口走ってしまう。ルーカスはこれは自陣の選挙運動に悪影響を与えると激怒する。報道陣は討論会終了後のマッケイを質問攻めにしようとするが、彼の父親が到着し、彼の討論ぶりを祝福する。マッケイの失言を報じる代わりに、息子を支援するために元知事が再登場したという報道内容になった。この好意的な報道と父親による選挙運動の支援が相まって、世論調査での差は更に縮まる。
投票を数日後に控えたルーカスとマッケイの父親は、マッケイ支持の可能性について話し合うために労働組合の代表者との会談の場を設ける。会談中、組合の代表者はマッケイに対し、協力すればお互いに多くの利益をもたらすことが出来るのではないかと感じていると語る。マッケイは、組合と連携する積りは無いと言うが、ぎこちなくはあるが部屋全体で笑いが起こり、緊張は和らぐ。労働組合の代表者がマッケイ支持を公表し、今やカリフォルニア州の労働者の支持を得て、マッケイはジャーモンと互角の状況となる。
そしてマッケイが選挙に勝つ。最後のシーンでは、報道陣が外で騒ぐ中、彼は祝勝会から抜け出し、ルーカスを部屋に引き込む。 マッケイはルーカスに訊く。「これから一体どうすりゃいいんだ？」　報道陣が2人を部屋から引きずり出そうとやって来る中、ルーカスは返事をしない。

## キャスト
| 役名                           | 俳優                        | 日本語吹替 |
| ------------------------------ | --------------------------- | ---------- |
| ビル・マッケイ                 | ロバート・レッドフォード    | 野沢那智   |
| マーヴィン・ルーカス           | ピーター・ボイル            | 池田勝     |
| ジョン・J・マッケイ            | メルヴィン・ダグラス        | 大久保正信 |
| クロッカー・ジャーモン上院議員 | ドン・ポーター              | 大木民夫   |
| ハワード・クライン             | アレン・ガーフィールド      |            |
| ナンシー・マッケイ             | カレン・カールソン          | 弥永和子   |
| ウォーリー・ヘンダーソン       | モーガン・アップトン        |            |
| リッチ・ジェンキン             | クイーン・レデカー          |            |
| ポール・コーリス               | マイケル・ラーナー          |            |
|                                | ナタリー・ウッド （本人役） |            |

吹替その他：緒方賢一、嶋俊介、村松康雄、国坂伸、石井敏郎、鵜飼るみ子、若本規夫、西村知道、広瀬正志、好村俊子、山崎勢津子、横尾まり、大滝進矢、山本千鶴
初回放送 - 1980年11月1日 テレビ朝日 ウィークエンドシアター（23:15-25:15）

## 製作
ユージーン・マッカーシーが1968年アメリカ合衆国大統領選挙に出馬した際、そのスピーチライターを務めたジェレミー・ラーナーが脚本を執筆している。ラーナーは第45回アカデミー脚本賞を受賞した。
ビル・マッケイのキャラクターはジョン・V・タニー（John V. Tunney）をモデルにしていると言われている。ジョン・V・タニーはボクシング・ヘビー級王者のジーン・タニーの息子で、1965年にカリフォルニア38区の連邦下院議員に就任した。1970年のカリフォルニア州の連邦上院議員選挙に出馬し、元俳優で現職のジョージ・マーフィーに勝利した。このときの選挙にマイケル・リッチーは仕事として関わっていた。
ナタリー・ウッドは本人役として出演した。レッドフォードとは『雨のニューオリンズ』以来の共演となる。

## 備考
ハンサムで知られる共和党の政治家ダン・クエールが本作のロバート・レッドフォードに似ていると言われたことから、選挙運動でこのイメージを最大限に利用したが、後にレッドフォードから苦情を受けた（レッドフォードは民主党支持者である）。